# Hilarempis imbeza
Hilarempis imbeza är en tvåvingeart som beskrevs av Smith 1969. Hilarempis imbeza ingår i släktet Hilarempis och familjen dansflugor.
Artens utbredningsområde är Zimbabwe. Inga underarter finns listade i Catalogue of Life.